# Hofje van Staats

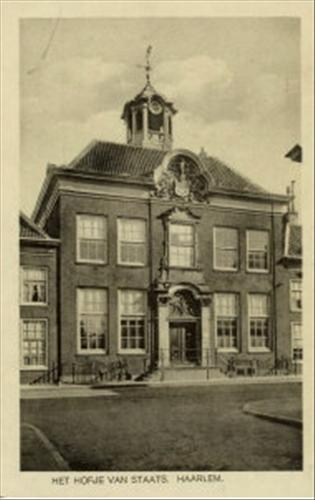
Poortgebouw van het Hofje van Staats in 1925

Het Hofje van Staats is een Haarlems hofje, het hofje is te vinden aan de Jansweg 39, vlak bij het NS-station in Haarlem.
Het Hofje van Staats werd gesticht uit de nalatenschap van de Haarlemse garenreder en handelaar Ysbrand Staats. Staats bepaalde in zijn testament dat zijn hele erfenis bestemd was voor de armen. De eerste steen werd gelegd op 29 juli 1730 door de broer van Ysbrand Staats. Het hofje werd gebouwd door Hendrik de Werff.
In 1733 waren de 30 huisjes voor alleenstaande oudere vrouwen klaar. Voorwaarde om in het hofje van Staats te kunnen wonen, was dat men gereformeerd was. Bij de restauratie in 1990 werd een aantal huisjes samengevoegd, hiermee werd het aantal woningen teruggebracht van 30 naar 20. Bijzonder zijn de ruime binnentuin, het opzichterhuisje, mortuarium en de washokjes. Het mortuarium doet tegenwoordig dienst als fietsenberging.
Het indrukwekkende hoofdgebouw van het Hofje van Staats, waar de beheerder van het hofje zetelde, was vroeger ook de entree. Boven de ingang bevindt zich het medaillon van Ysbrand Staats en een beeldhouwwerk van Gerrit van Heerstal. In het gebouw is een kamer voor bijeenkomsten van de regenten van het hofje die nog in oorspronkelijke staat is. In het hoofdgebouw werden tot 2012 de veilingen van Bubb Kuyper Veilingen gehouden. Tegenwoordig is het bedrijfsruimte. Achter het hoofdgebouw ligt de binnentuin met daar omheen de hofjeswoningen. 

Het hofje kan worden bezocht van maandag tot en met zaterdag van 10.00 tot 17.00uur. 

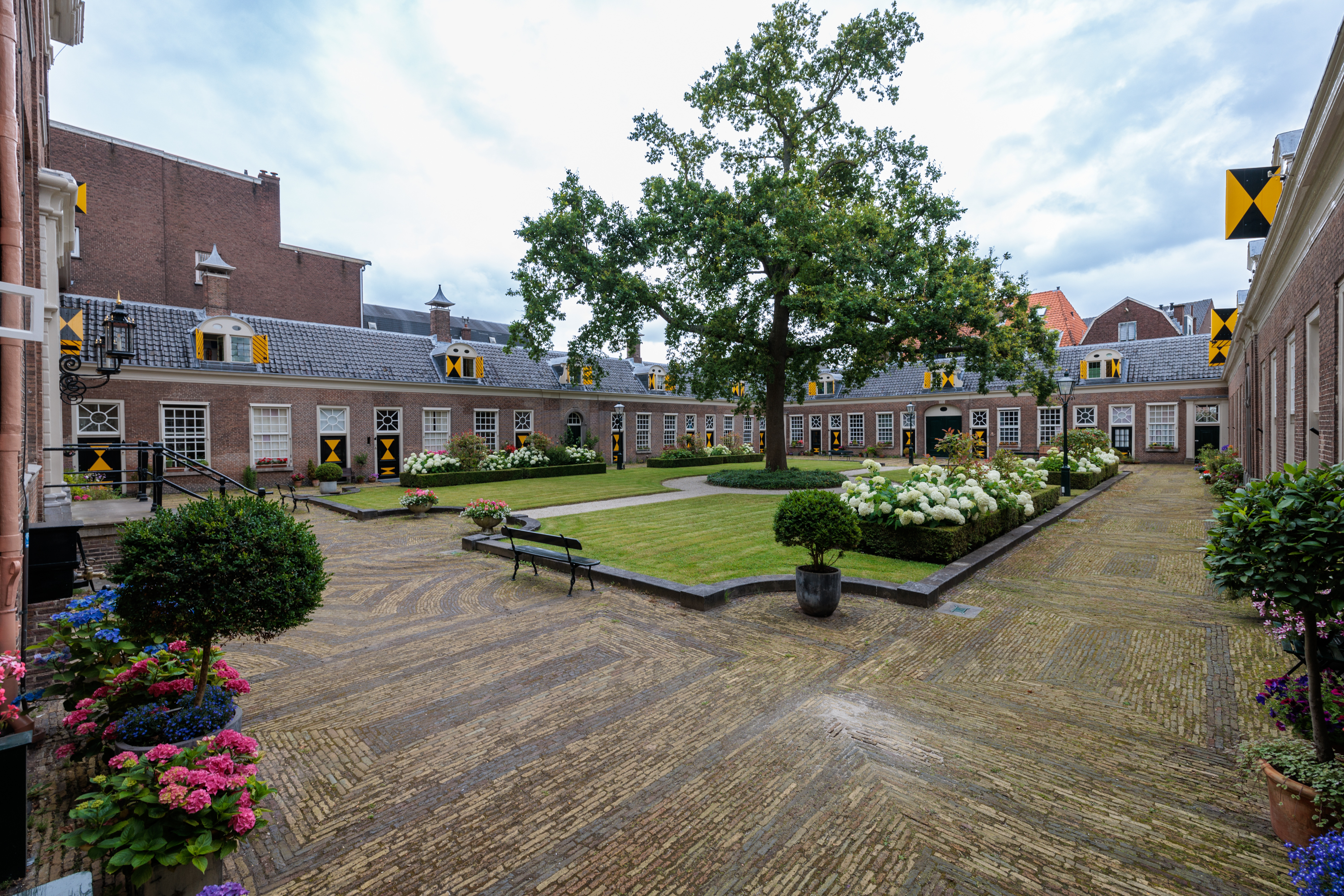
Hofje van Staats in 2024
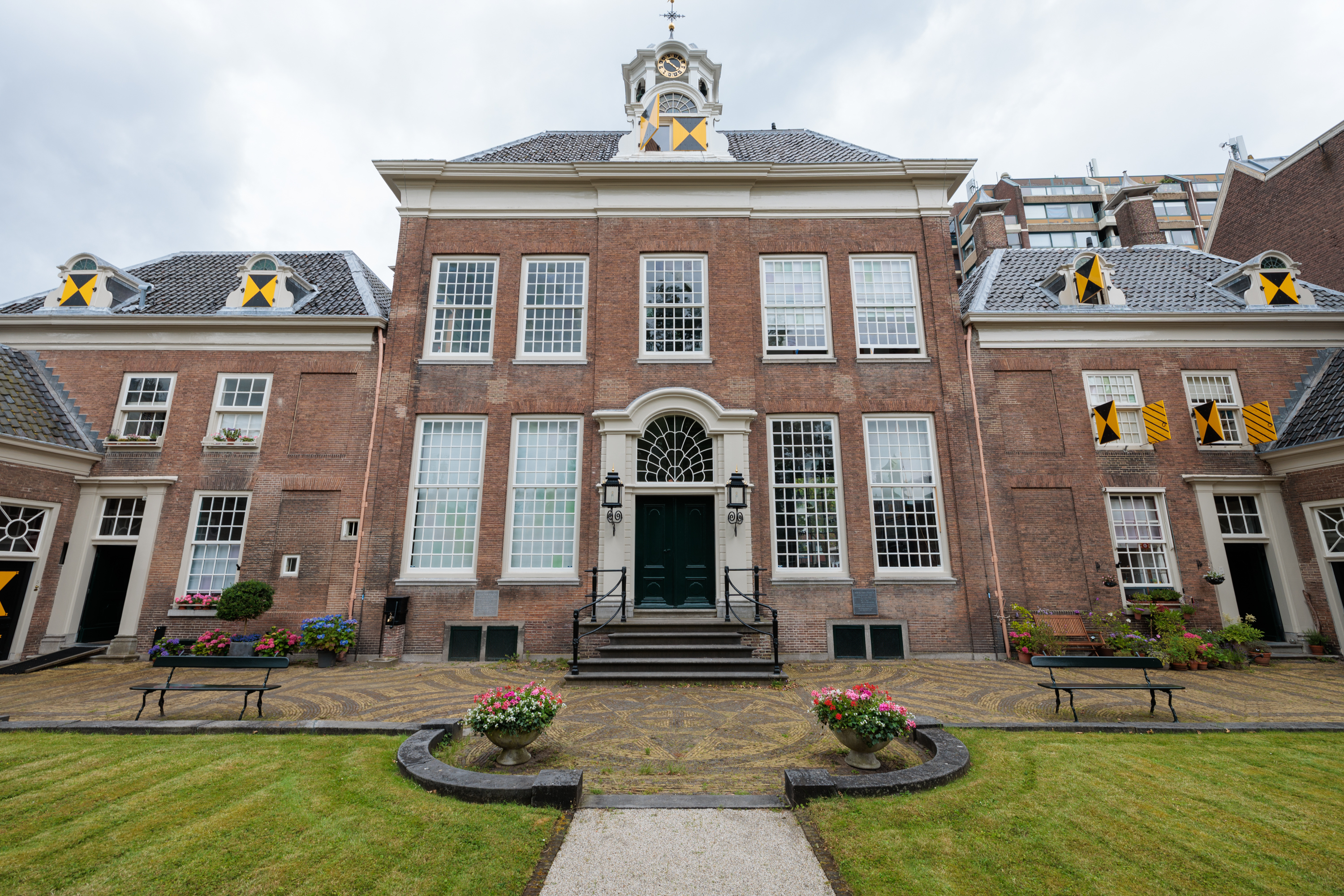
Hofje van Staats Haarlem patriciërs huis gezien vanaf de binnenplaats
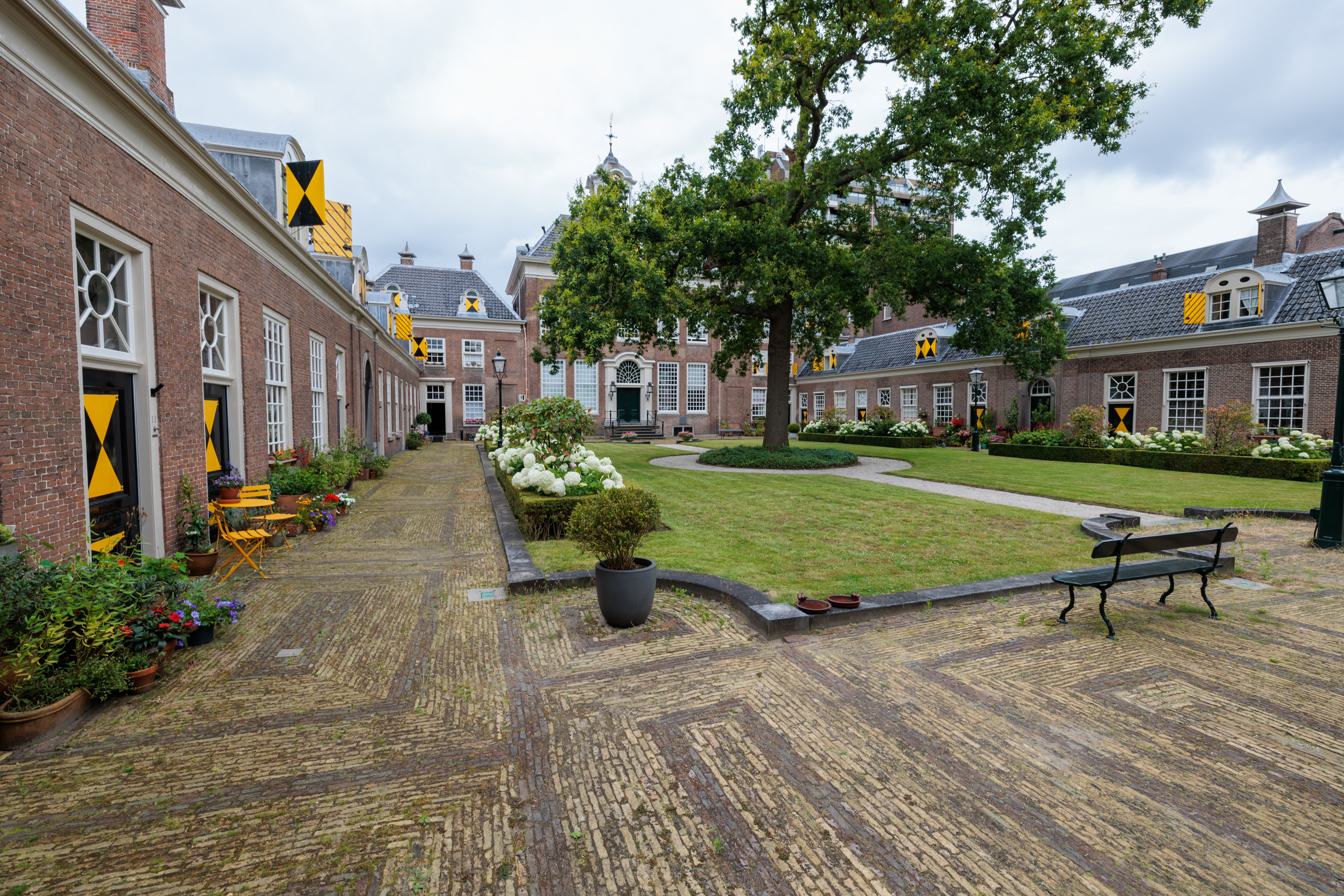
Hofje van Staats Haarlem met zicht op toegang
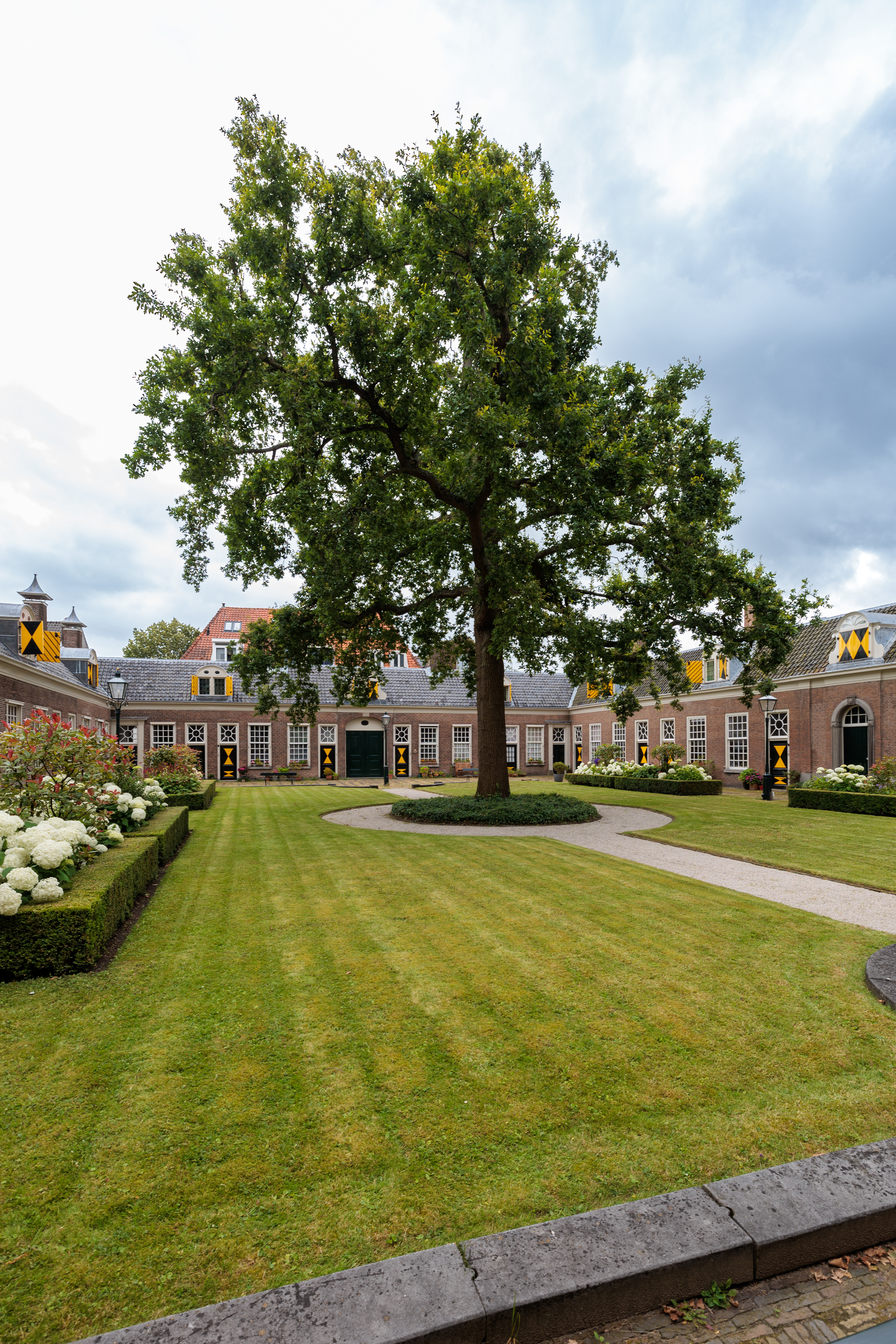
Hofje van Staats Haarlem boom op binnenplaats
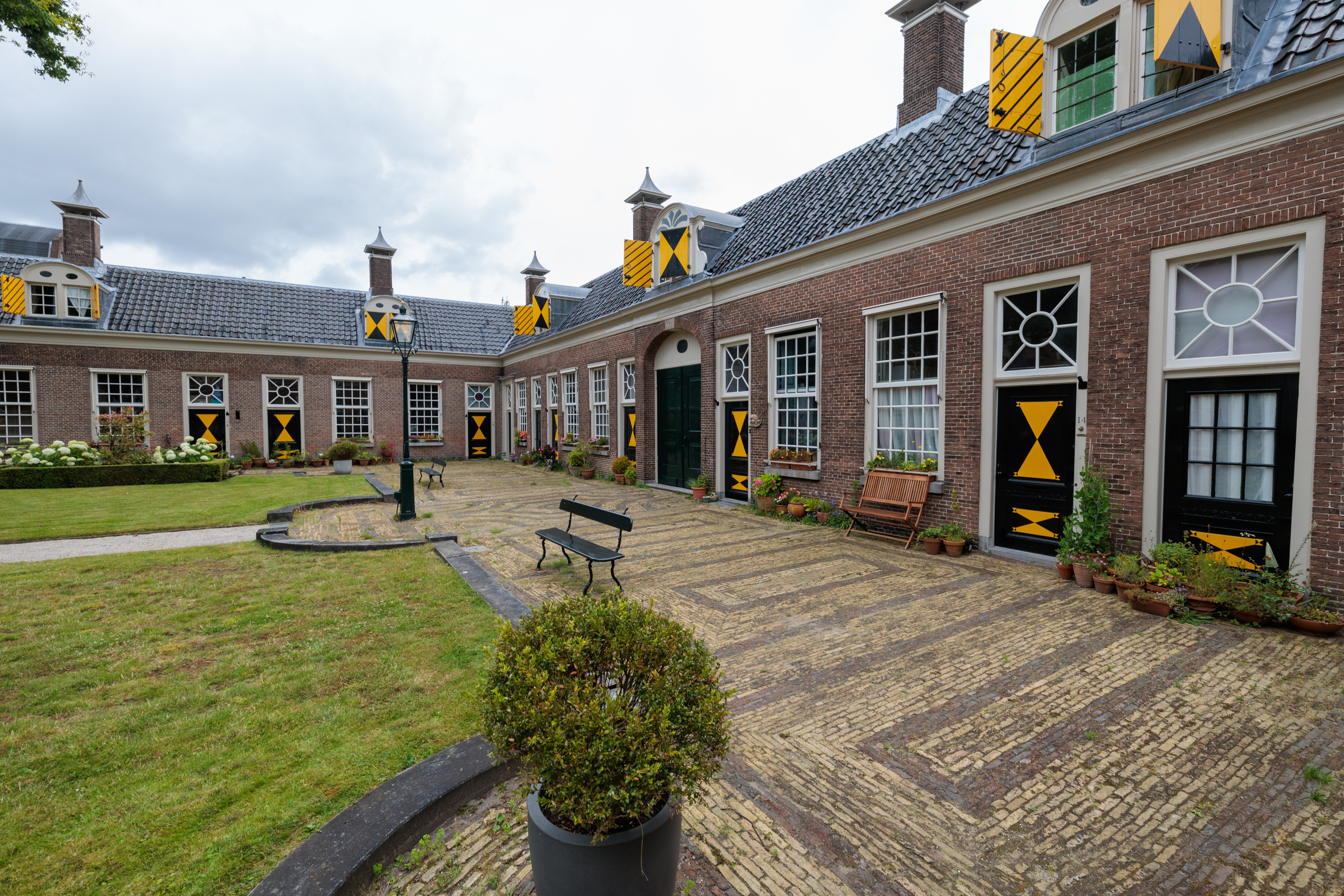
Hofje van Staats Haarlem met zicht op achterste rij huizen

Bestaand:
Brouwershofje ·
Bruiningshofje ·
Frans Loenenhofje ·
Gravinnehof ·
Hofje Codde en Van Beresteijn ·
Hofje In den Groenen Tuin ·
Hofje van Bakenes ·
Hofje van Guurtje de Waal ·
Hofje van Loo ·
Hofje van Noblet ·
Hofje van Oorschot ·
Hofje van Staats ·
Hofje van Heythuysen ·
Johan Enschedé Hof ·
Luthers Hofje ·
Proveniershof ·
Remonstrants Hofje ·
Teylers Hofje ·
Vrouwe- en Antonie Gasthuys ·
Wijnbergshofje ·
Zuiderhofje
Verdwenen:
Aelbert Gerritsz. Fijnebuyckshofje ·
Blokshofje ·
Blokzeyldershofje ·
Boonhofje ·
Brammershofje ·
Bullenhofje ·
Comanshofje ·
Deymanshofje ·
Guurt Burethofje ·
Hofje de Dubbele Muts ·
Hofje de Hemelpoort ·
Hofje de Vijftien Kamers ·
Hofje der Twaalf Apostelen ·
Hofje Het Lam ·
Hofje van Bavo ·
Hofje van Gratie ·
Kenauhofje ·
Luciehofje ·
Pietershofje ·
Sint Annahofje ·
Sint Jans Koenen Gasthuishofje ·
Slickhofje ·
Solomonshofje ·
Twijndershofje ·
Vissershofje ·
Weeshuishofje